# Cenocorixa wileyae
Cenocorixa wileyae är en insektsart som först beskrevs av Hungerford 1926.  Cenocorixa wileyae ingår i släktet Cenocorixa och familjen buksimmare. Inga underarter finns listade i Catalogue of Life.